# 1-1-0

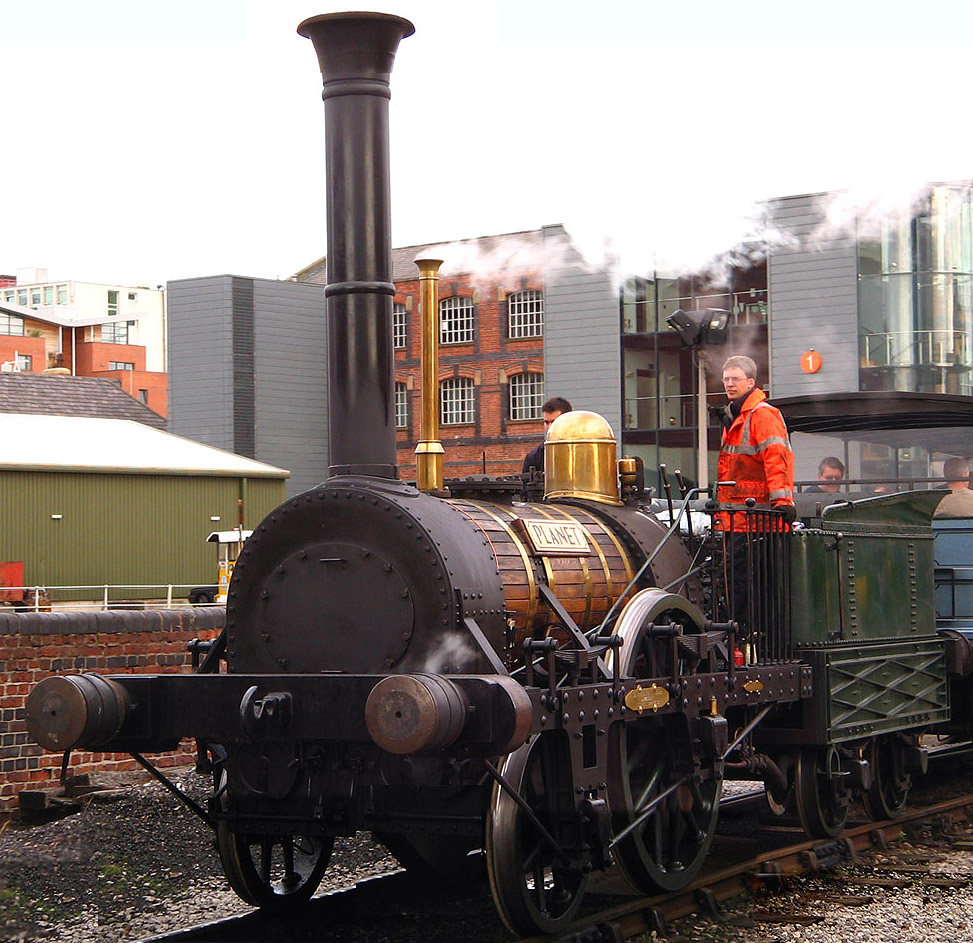
Паровоз «Планета» Джорджа Стефенсона типа 1-1-0

Тип 1-1-0 — паровоз с одной бегунковой и одной движущей осями.
Другие методы записи:
- Американский — 2-2-0 («Планета», в честь одного из первых паровозов данного типа)
- Французский — 110
- Германский — 1A

## Примеры паровозов
Некоторые первые паровозы, в том числе и паровоз Черепановых.